# .jm
.jm е интернет домейнът от първо ниво, предназначен за Ямайка.
Регистрациите са на трето ниво под домейните от второ ниво:
- com.jm,
- net.jm,
- org.jm,
- edu.jm,
- gov.jm и
- mil.jm.

Регистрациите се обработват на ръка, а не автоматично, и затова отнемат до 30 дни. Жители на Ямайка могат да получат регистрация на намалени цени.